# Papyrus 27
Papyrus 27 (volgens de nummering van Gregory-Aland), of {\displaystyle {\mathfrak {P}}}27, ook wel Papyrus Oxyrhynchus 1355, is een oude kopie van het Griekse Nieuwe Testament. Het is een op papyrus geschreven handschrift van de Brief van Paulus aan de Romeinen 8:12-22.24-27; 8:33-9:3.5-9. Het manuscript wordt op grond van schrifttype vroeg in de derde eeuw gedateerd.
De schrijver van dit handschrift heeft mogelijk ook Papyrus 20 geschreven.

## Tekst
De Griekse tekst van deze codex is een vertegenwoordiger van de Alexandrijnse tekst. Aland plaatst het in categorie I van zijn Categorieën van manuscripten van het Nieuwe Testament. Het handschrift is verwant aan de Codex Sinaiticus en de Codex Vaticanus en andere getuigen van de Alexandrijnse tekst. Het handschrift is gevonden in Oxyrhynchus, Egypte.
Het wordt bewaard in de Cambridge University Library (Add. 7211) in Cambridge.